# تاريخ اليهود في أيرلندا

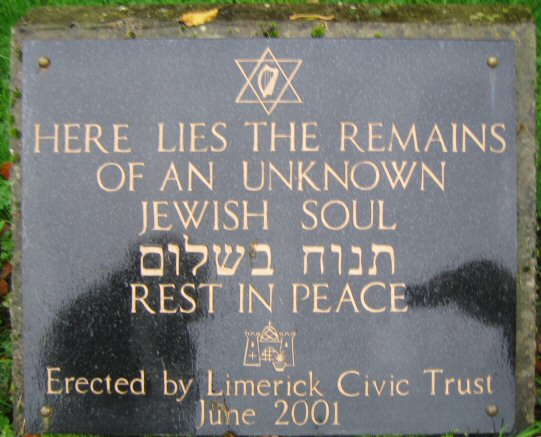

يمتدّ تاريخ اليهود في أيرلندا لألف عامٍ تقريبًا. على الرغم من أن الجالية اليهودية في أيرلندا كانت قليلة العدد دائمًا (لا تتجاوز 5,500 منذ 1891 على الأقل)، إلا أنها راسخة وتحظى بقيولٍ جيد في الحياة الأيرلندية. يمتاز اليهود في أيرلندا تاريخيًا بالتسامح النسبي الذي كان غائبًا إلى حدٍّ كبير في أماكن أخرى في أوروبا.

## التاريخ المبكر
تعود أقدم مرجع إلى اليهود في أيرلندا إلى عام 1079. دوّنت سجلات إنيسفولين أن «خمسة من اليهود جاؤوا من الخارج يحملون هدايا لتويرديلباخ [تويرديلباخ يوا بريين، ملك مونستر]، وأُرسِلوا مرّةً أخرى إلى الخارج».
لم يُعثر على أي مرجعٍ آخر حتى غزو نورمان لأيرلندا عام 1169 بواسطة سترونغباو (ريتشارد دي كلير، إيرل بيمبروك الثاني) في تحدٍّ للحظر الذي فرضه هنري الثاني ملك إنجلترا. يبدو أن سترونغباو حصل على المساعدة المالية من مُقرضٍ مالي يهودي، إذ يظهر في سجله بتاريخ 1170 التالي: «إني مدينٌ ليوسي جوس اليهودي من غلوسستر بـ 100 شلن للتضمين مقابل الأموال التي أقرضها لأولئك الذين خرقوا حظر الملك وذهبوا إلى أيرلندا».
كانت على الأرجح جالية يهودية في أيرلندا بحلول عام 1232، إذ منح الملك هنري الثالث منصب أمين الخزانة ومستشار الخزانة الأيرلندية لبيتر دي ريفيل، بالإضافة إلى منحه موانئ الملك والساحل، وكذلك «حماية يهودية الملك في أيرلندا». تحتوي هذه المنحة على تعليماتٍ إضافية مفادها أن «كل اليهود في أيرلندا يجب أن يكونوا متيقّظين ومطيعين لبيتر كوصيٍّ لهم في كل شيءٍ يمسّ الملك». ربما كان يهود هذه الفترة يقيمون في دبلن أو بالقرب منها. في كتاب دبلن الأبيض لعام 1241، هناك منحة أرض تحتوي على أحكامٍ مختلفة تحظر بيعها أو التصرّف فيها من قبل المستفيد من المنحة. ينصّ جزءٌ من الحظر على "vel in Judaismo ponere" (يحظر بيعها لليهود). ظهر آخر ذكرٍ لليهود في «تقويم الوثائق المتعلقة بأيرلندا» نحو عام 1286. بعد إصدار مرسوم طرد اليهود من إنجلترا عام 1290، ربما تعيّن على اليهود الذين يعيشون في بالي الإنجليزية حول دبلن مغادرة الولاية القضائية الإنجليزية، على الرغم من عدم وجود دليلٍ على ذلك. لم يكن من الصعب على اليهود تحدّي مرسوم 1290 من خلال الانتقال إلى ما بعد المستوطنة الإنجليزية في مناطق أيرلندا الغاليّة التي لم تسيطر عليها إنجلترا.
كان اليهود دون شك يعيشون في أيرلندا قبل وقتٍ طويل من إلغاء أوليفر كرومويل مرسوم الطرد الإنجليزي في عام 1657. بالتأكيد أُنشِئت مستوطنةٌ دائمة لليهود في أواخر القرن الخامس عشر. بعد طردهم من البرتغال في عام 1497، استقرّ بعض هؤلاء اليهود السفارديون على الساحل الجنوبي لأيرلندا. انتُخِب أحدهم، ويليام أنياس، محافظًا لمدينة يول في مقاطعة كورك في عام 1555. انتُخِب فرانسيس أنياس (Ãnes) كمحافظٍ للمدينة ثلاث مرّات في 1569 و1576 و1581. أُنشِئ أول كنيسٍ في أيرلندا عام 1660 بالقرب من قلعة دبلن. اكتُسِبت قطعة أرض في عام 1718 كأرضٍ للدفن، تسمّى مقبرة باليبو، وأصبحت أول مقبرةٍ يهودية. وتقع هذه المقبرة في منطقة فيرفيو في دبلن، حيث كانت هناك مستعمرةٌ يهودية صغيرة.

## القرن الثامن عشر والتاسع عشر
أصدر الفيلسوف الأيرلندي جون تولاند كتيّبًا بعنوان أسباب تجنيس اليهود في بريطانيا العظمى وأيرلندا في ديسمبر 1714.جرى تقديم مشروع قانون في مجلس العموم الأيرلندي يهدف إلى «تجنيس الأشخاص الذين يعتنقون الديانة اليهودية في أيرلندا» في عام 1746. كانت هذه أول إشارةٍ إلى اليهود في مجلس العموم حتى ذلك الوقت. وجرى تقديم عرضٍ آخر في العام التالي، واتُّفق عليه دون تعديل وقُدِّم إلى اللورد الملازم ليُنقل إلى إنجلترا ولكنه لم يحصل على الموافقة الملكية أبدًا. ومع ذلك، كان لهذه القوانين الأيرلندية نتيجةٌ بالغة الأهمية؛ وهي تشكيل لجنة الاجتهاد التي نظمّها اليهود البريطانيون في هذا الوقت لمتابعة تقدّم الإجراء. أدّى هذا في النهاية إلى تنظيم مجلس النواب، وهي هيئة مهمّة استمرّ وجودها حتى وقتنا الحاضر. استُثني اليهود صراحةً من الاستفادة من قانون التجنيس الأيرلندي لعام 1783. أُلغيت الاستثناءات في قانون التجنيس لعام 1783 في عام 1846. نصّ قانون الزواج الأيرلندي لعام 1844 بصورةٍ صريحة على الزواج وفقًا للطقوس اليهودية.
اشتُهر دانييل أوكونيل بحملة الانعتاق الكاثوليكي، لكنه دعم أيضًا جهودًا مماثلة لليهود. أُلغي القانون البريطاني "De Judaismo" بفضل إصراره في عام 1846، وقد نصّ القانون على ارتداء اليهود لملابسة خاصةٍ بهم. قال أوكونيل: «إن أيرلندا لديها مزاعم بشأن عرقك القديم، فهي الدولة الوحيدة التي أعرف أنها غير ملوّثةٍ بأي عملٍ من أعمال اضطهاد اليهود».
ساعد العديد من اليهود على تنظيم إغاثة المجاعة وقدّموا لها العون بسخاء أثناء المجاعة الكبرى (1845-1852)، التي مات فيها ما يقرب من مليون شخص أيرلندي.أشارت صحيفة دبلن، في تعليقها عام 1850، إلى أن البارون ليونيل دي روتشيلد وعائلته:
... ساهموا خلال المجاعة الأيرلندية عام 1847... بمبلغٍ يتجاوز بكثير المساهمات المشتركة من عائلة كلٍ من ديفونشاير وهيرفورد ولانزداون وفيتزويليام وهيربرت، الذين سحبوا سنويًا عدة مرات هذا المبلغ من عقاراتهم الأيرلندية.
اختير لويس ورمسر هاريس للعمل في شركة دبلن كعضو مجلسٍ محلي في ساوذ دوك ورد في عام 1874. بعد ذلك بعامين انتُخب ليصبح لورد عمدة دبلن، لكنه توفّي في 1 أغسطس 1876 قبل توليه منصبه.

## القرن العشرون

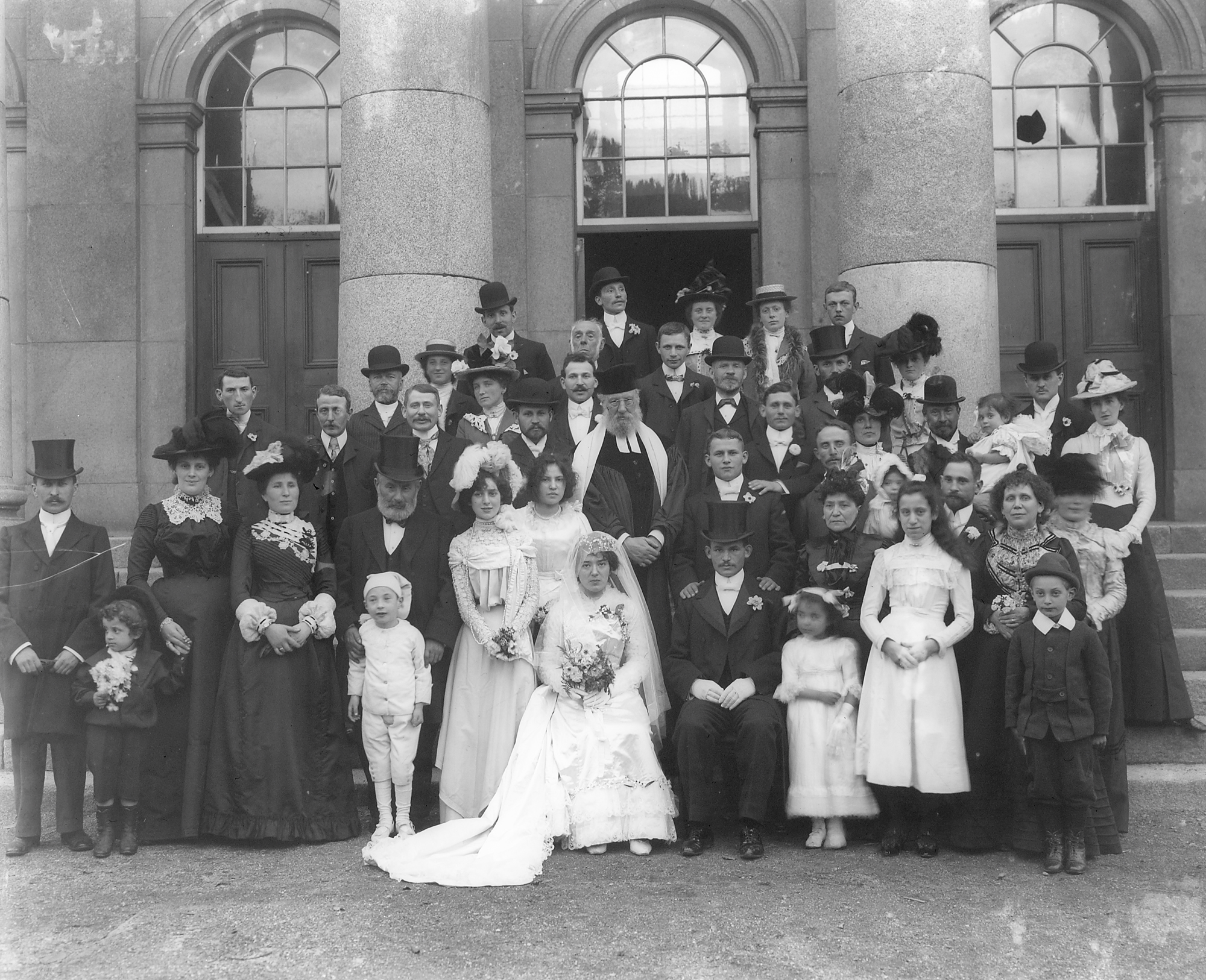
صورة حفل زواج لعائلتين يهوديتين في عام 1901.

كانت هناك زيادة في الهجرة اليهودية إلى أيرلندا خلال أواخر القرن التاسع عشر وأوائل القرن العشرين. كان عدد السكان اليهود في أيرلندا 258 في عام 1871؛ وارتفع العدد إلى 453 بحلول عام 1881. قدِم معظم المهاجرين حتى هذا الوقت من إنجلترا أو ألمانيا. كانت المجموعة التي استقرّت في وترفورد ويلزية، التي يعود أصل عائلاتها إلى أوروبا الوسطى. كانت هناك زيادة في الهجرة في أعقاب المذابح الروسية، ومعظمهم من أوروبا الشرقية (ولا سيما ليتوانيا). كان هناك ما يقدّر بـ 3777 يهوديًا في أيرلندا بحلول عام 1901، أكثر من نصفهم (2200) يقيمون في دبلن. بلغ مجموع السكان اليهود نحو 4800 بحلول عام 1904. أُنشِئت المعابد والمدارس الجديدة لتلبي احتياجات المهاجرين، الذين أسّس الكثير منهم المحلات التجارية والشركات الأخرى. أصبحت العديد من الأجيال اللاحقة بارزة في الأوساط التجارية والأكاديمية والسياسية والرياضية.
بلغ عدد السكان اليهود في أيرلندا نحو 5,500 في أربعينيات القرن العشرين، ولكن وفقًا لتعداد 2016 انخفض إلى نحو 2500 في عام 2016، ويُعزى ذلك أساسًا إلى الاندماج والهجرة. شهد السكان اليهود الأيرلنديون انخفاضًا كبيرًا في أعدادهم عام 1948 بعد تأسيس دولة إسرائيل. بالإضافة إلى انتقال عددٍ كبير من اليهود الأيرلنديين إلى هناك بدافع القناعات الإيديولوجية والدينية. في العقود اللاحقة، هاجر المزيد من اليهود أيضًا إلى إسرائيل والمملكة المتحدة والولايات المتحدة بسبب تراجع الحياة اليهودية في أيرلندا بحثًا عن آفاقٍ اقتصادية أفضل. بالإضافة إلى ذلك، كانت معدلات التزاوج والاندماج، بما في ذلك التحوّل إلى الكاثوليكية من أجل الزواج، مرتفعة أيضًا.
يوجد في جمهورية أيرلندا حاليًا ثلاثة كُنُسٍ في دبلن. ويوجد كنيسٌ آخر في بلفاست في أيرلندا الشمالية. أُغلِق كنيسٌ في كورك في عام 2016